# Marco Moscati
Marco Moscati (* 1. November 1992 in Livorno) ist ein italienischer Fußballspieler, der im zentralen Mittelfeld zum Einsatz kommt. Er steht bei der AS Livorno in der Serie B unter Vertrag.

## Karriere
Luca Mazzoni begann seine Karriere 2011 bei seinem Heimatverein AS Livorno. Nachdem er sich hier zuerst nicht hatte durchsetzen können, wurde er in der Saison 2011/12 an die AC Perugia verliehen, bei der er sich sofort einen Startplatz erspielte. Da er in Perugia wichtiger Bestandteil der Startelf war und in Livorno nicht unverzichtbar war, wurde er in den zwei darauffolgenden Saisons wieder an die AC Perugia verliehen, um Erfahrung zu sammeln. Nach dem Abstieg des AS Livorno in die Serie B kehrte er zu seinem Verein zurück und ist seitdem Stammspieler.